# Montreuil
 Denne artikel omhandler den større franske by Montreuil i departementet Seine-Saint-Denis. Opslagsordet har også en anden betydning, se Montreuil (flertydig).
Montreuil (også kaldet Montreuil-sous-bois) er en kommune og by i Frankrig, beliggende i regionen Île-de-France som største by i departementet Seine-Saint-Denis. Den ligger mod syd i departementet og grænser op til byen Paris og til departementet Val-de-Marne. På fransk betegnes indbyggerne Montreuillois.

## Demografi
| 1793  | 1800  | 1806  | 1821  | 1831  | 1836  | 1841  | 1846  | 1851  |
| ----- | ----- | ----- | ----- | ----- | ----- | ----- | ----- | ----- |
| 3 763 | 3 879 | 3 950 | 3 006 | 3 114 | 3 546 | 3 718 | 3 620 | 3 810 |

| 1856  | 1861  | 1866  | 1872   | 1876   | 1881   | 1886   | 1891   | 1896   |
| ----- | ----- | ----- | ------ | ------ | ------ | ------ | ------ | ------ |
| 4 311 | 6 871 | 9 235 | 12 295 | 13 607 | 18 693 | 21 541 | 23 986 | 27 087 |

| 1901   | 1906   | 1911   | 1921   | 1926   | 1931   | 1936   | 1946   | 1954   |
| ------ | ------ | ------ | ------ | ------ | ------ | ------ | ------ | ------ |
| 31 773 | 35 904 | 43 217 | 51 026 | 58 521 | 70 450 | 71 803 | 69 838 | 76 252 |

| 1962                                                              | 1968   | 1975   | 1982   | 1990   | 1999   | 2005   | - | - |
| ----------------------------------------------------------------- | ------ | ------ | ------ | ------ | ------ | ------ | - | - |
| 92 207                                                            | 95 698 | 96 587 | 93 368 | 94 754 | 90 674 | 99 900 | - | - |
| Tal fra og med 1962 er uden dobbelttælling (sans doubles comptes) |        |        |        |        |        |        |   |   |

## Administration
Byen er opdelt i tre kantoner :
- Montreuil-Est med 33.730 indbyggere
- Montreuil-Nord med 28.436 indbyggere
- Montreuil-Ouest med 28.508 indbyggere.

Montreuil hører til Paris' unité urbaine og aire urbaine (1999).

### Borgmestre
| Periode     | Navn                       | Parti       |
| ----------- | -------------------------- | ----------- |
| 1984 - 2008 | Jean-Pierre Brard          | CAP         |
| 1971 - 1984 | Marcel Dufriche            | PCF         |
| 1958 - 1971 | André Grégoire             | PCF         |
| 1944 - 1958 | Daniel Renoult             | PCF         |
| 1939 - 1944 | ingen                      | -           |
| 1935 - 1939 | Hilaire Fernand Soupé      | PCF         |
| 1929 - 1935 | Philibert Savreau          | Konservativ |
| 1926 - 1929 | Joseph-Louis Anne          | -           |
| 1919 - 1926 | Paul Poncet                | -           |
| 1913 - 1919 | Victor Ernest Savart       | -           |
| 1908 - 1913 | Abel Claude de la Bussière | -           |
| 1904 - 1908 | Léon Loiseau               | -           |
| 1900 - 1904 | Ariste Hemard              | -           |

Dominique Voynet fra partiet EELV var borgmester fra 22. marts 2008 til 4. april 2014.

## Venskabsbyer
Montreuil har følgende venskabsbyer:
- Cottbus, Tyskland (1959)
- Grosseto, Italien (1971)
- Mytichi (Мытищи), Rusland (1973)
- Yélimané, Mali (1985)
- Slough, Storbritannien (1986)

## Galleri
- Tourelle dans le Bas-Montreuil
- Place de la Mairie : Arbejder i forbindelse med projekt bymidte Arkiveret 17. oktober 2007 hos  Wayback Machine (nedrivning af den gamle banegård)
- Parc des Beaumonts
- Panorama over parc des Beaumonts
- Saint-André-Kirken